# アンチノミー (amazarashiの曲)
「アンチノミー」は、2023年2月22日にソニー・ミュージックアソシエイテッドレコーズから発売されたamazarashiの楽曲および8枚目のシングル。

## 概要
前作「境界線」から約1年3ヶ月ぶりのシングル。
表題曲は、アニメ『NieR:Automata Ver1.1a 』エンディングテーマとなっている。『NieR:Automata Ver1.1a』は、全世界累計出荷・ダウンロード販売本数700万本超を誇る人気ゲーム『NieR:Automata』の待望のアニメ化作品である。
『NieR:Automata』とのコラボは「命にふさわしい」以来、6年ぶり。

## 収録曲
全作詞、作曲：秋田ひろむ／全編曲：出羽良彰、amazarashi
| #  | タイトル         | 作詞 | 作曲・編曲 | 時間 |
| -- | ---------------- | ---- | ---------- | ---- |
| 1. | 「アンチノミー」 |      |            | 5:00 |
| 2. | 「心層廃棄物」   |      |            | 1:35 |
| 3. | 「海洋生命」     |      |            | 3:19 |

| #  | タイトル                    | 作詞 | 作曲・編曲 |
| -- | --------------------------- | ---- | ---------- |
| 1. | 「仮説人形劇 アンチノミー」 |      |            |
| 2. | 「Behind The Scenes」       |      |            |